# ایمی کنی برت
اِیْمی کُنی بَرِت (انگلیسی: Amy Coney Barrett؛ زادهٔ ۲۸ ژانویهٔ ۱۹۷۲ در نیواورلئان) وکیل و حقوقدان آمریکایی است که به عنوان قاضی دستیار در دیوان عالی ایالات متحدهٔ آمریکا مشغول به کار است. وی همچنین در سمت قاضی دادگاه استیناف حوزهٔ هفتم ایالات متحدهٔ آمریکا فعالیت داشته‌است.
فلسفهٔ حقوقی او را هم‌راستا با دیدگاه‌های مربی و رئیس پیشنش انتونین اسکالیا می‌دانند. او همزمان با قضاوت، استاد مدرسهٔ حقوق دانشگاه نوتردام نیز بوده، و در آن‌جا به تدریس رویهٔ مدنی، حقوق قانون اساسی و تفسیر قانون موضوعه پرداخته‌است.
برت در سال ۲۰۱۷ به فهرست گزینه‌های احتمالی دونالد ترامپ برای عضویت در دیوان عالی افزوده شد. در ۲۶ سپتامبر ۲۰۲۰، ترامپ برت را به عنوان نامزد جانشینی روث بیدر گینزبرگ در دیوان عالی ایالات متحدهٔ آمریکا معرفی کرد. برت در ۲۶ اکتبر با رأی ۵۲ به ۴۸ از سنا رأی اعتماد گرفت. همهٔ سناتورهای جمهوریخواه به جز سوزان کالینز به او رأی موافق دادند. او نخستین قاضی دیوان عالی از سال ۱۸۷۰ است که هیچ رأیی از حزب اقلیت سنا نگرفته است. برت در ۲۷ اکتبر ۲۰۲۰، ۱۰۳اُمین قاضی دستیار دیوان عالی شد.

## ایران
ایمی برت، پیشینهٔ وکالت برای گروه شورای ملی مقاومت ایران (زیر نظر سازمان مجاهدین خلق ایران) را دارد. او یکی از پنج وکیل در تیم حقوقی بود که نام این گروه را از فهرست سازمان‌های تروریستی آمریکا خارج کردند.